# Leopoldo Torre Nilsson
Leopoldo Torre Nilsson (Buenos Aires, 3 febbraio 1924 – Buenos Aires, 8 settembre 1978) è stato un regista, produttore cinematografico e sceneggiatore argentino.

## Biografia
Figlio del regista Leopoldo Torres Ríos e nipote di Carlos Torres Ríos, decise di cambiare il proprio cognome in Torre. Il suo debutto cinematografico avviene nel 1947, dopo un primo periodo di assistenza alla regia, con il corto El Muro da cui emergono subito il suo spirito avanguardista, la sua solida formazione intellettuale e la distanza dal cinema commerciale.
Il suo primo lungometraggio risale al 1949, El crimen de Oribe, tratto dal libro El perjurio de la nieve, di Adolfo Bioy Casares. Nel 1954 gira Días de odio, adattamento del racconto breve Emma Zunz del celebre scrittore argentino Jorge Luis Borges. Viene riconosciuto come "migliore regista dell'anno" dall'Instituto de Cine de la Argentina nel 1955 grazie alla pellicola Graciela.
Il 1956 è l'anno di La casa del ángel film con cui inizia una collaborazione intensa con la moglie, la scrittrice Beatriz Guido. Nel 1967 ha diretto La chica del lunes.
Tra i capolavori cinematografici del regista il Martín Fierro (1968), un altro adattamento tratto dal mondo della letteratura. In questo film Torre segue il pellegrinaggio di un eroe gauchesco, fiero e indipendente, protagonista dell'omonimo poema epico (Martín Fierro di José Hernández), considerato un cult della letteratura nazionale in Argentina e famoso anche in Uruguay.

## Filmografia parziale

### Regista
- El muro (1947)
- El crimen de Oribe (1950)
- L'oro dei barbari (Facundo, el tigre de los llanos), regia di Miguel P. Tato - Carlos F. Borcosque e Leopoldo Torre Nilsson (supervisori) (1952)
- El hijo del crack (1953)
- Días de odio (1954)
- La tigra (1954)
- Para vestir santos (1955)
- Graciela (1956)
- El protegido (1956)
- La casa del ángel (1957)
- Precursores de la pintura argentina - cortometraggio (1957)
- Los árboles de Buenos Aires - cortometraggio (1957)
- El secuestrador (1958)
- La caída (1959)
- Fin de fiesta (1960)
- Piel de verano (1961)
- Homenaje a la hora de la siesta (1962)
- La guerra del cerdo (1975)
- Piedra libre (1976)